# 约瑟夫·海勒
约瑟夫·海勒（英語：Joseph Heller，1923年5月1日—1999年12月12日），生于美国纽约，犹太人，美国小说家、剧作家，「黑色幽默」的代表作家之一，其代表作《第二十二条军规》已成为讽刺文学的经典之作，1998年兰登书屋评选的二十世纪百大英文小说中此书名列第七。

## 生平
约瑟夫·海勒生于纽约布魯克林科尼岛一个贫穷的俄罗斯犹太移民家庭，并在此长大。他是父亲第二次婚姻所生，家中还有同父异母的长兄李(Lee)和姐姐西爾維亞(Sylvia)。5岁时他的父亲，一位运送面包的卡车司机去世，家境更加困难，靠母亲为客人提供膳食度日。海勒从小就颇具语言天赋，善于尖刻地讽刺和开玩笑。10岁时，一位堂姐使他读到儿童版的《伊利亚特》，从此立下成为作家的决心。读中学时，他就当过电报递送员。1941年他从林肯高中毕业，加入美国陸軍航空兵團（後改為美國陸軍航空軍）。二战期间，他作为B-25轰炸机的投弹手在北非和意大利战场共参加了六十次飞行。1945年复员，并结婚。
1948年他进入南加州大学学习，然后转入纽约大学，获得艺术学士学位，期间开始短篇小说创作。1949年在哥伦比亚大学获得硕士学位并得到富布赖特奖学金赴牛津大学深造一年。此后，海勒在宾夕法尼亚州立大学教授写作课程两年。1952年他回到纽约，曾担任《时代》等杂志广告撰稿人和《McCall's》杂志的推广经理。1953年他开始写作长篇小说《第十八条军规》。1961年小说以《第二十二条军规》之名出版，取材于海勒自己在二战中的经历。此书起初并未引起太多注意，反响平平，但从此海勒成为了职业作家。随着美国国内反越战浪潮的兴起，《第二十二条军规》在全国各地的大学生中得到了强烈共鸣，并迅速成为畅销书，在美国销售就超过了1000万册。1970年拍摄为电影。
海勒于1963年获得美国文学艺术院奖学金，1977年被选为该院院士。1982年他得了麻痹症，然后又饱受吉蘭─巴雷氏症候群的折磨。恢复健康后，海勒与结婚35年的妻子离婚，而同病中照顾自己的护士结合。1999年他因心脏病发作在纽约东汉普顿的家中逝世，享年76岁。《第二十二条军规》以荒诞的形式，多角度，多层次地展示了生活。除小说外，他还创作过一些舞台剧、电影剧本、短篇小说和评论。

## 小说
- 《第二十二条军规》（1962）
- 《出了毛病》（1974）：中产阶级家庭的日常生活和相互关系，展示60年代弥漫于美国社会的精神崩溃和信仰危机。
- 《像高尔德一样好》（1979）：一位美国犹太裔教授变态的精神世界，揭示美国官僚政治的腐败，优秀的政治讽刺小说。
- 《上帝知道》（1984）：宗教主题的小说，用作者特有的哲理、讽刺和荒诞相间的风格虚构大卫王临死前的自传。
- 《并非玩笑》（1986）：描写自己缠绵病榻的经历。
- 《立此存照》（1988）：比较西方传统文明中的伟大人物（如柏拉图、伦勃朗）与现代美国做比较，探索天才与权力之间不断的冲突。有人认为这是一本反小说。
- 《结束时分》（1994）：讲述《第二十二条军规》中人物50年后在纽约再聚首的故事。
- 《一位艺术家的老年画像》（2000）：去世后出版的最后一部小说。

## 戏剧
- 《我们轰炸纽黑文》（1967）
- 《克莱文杰的审判》(1974)。

## 回忆录
- 《悠悠岁月：从科尼岛到这里》（1998）